# Midnight Sons
The Midnight Sons was een maar kort bestaand team van bovennatuurlijke helden uit de strips van Marvel Comics. Ze verschenen in enkele crossover verhalen uit de jaren 90. De eerste verhaallijn, "Rise of the Midnight Sons", lanceerde verschillende nieuwe striptitels.
Eenmaal werd de groep aangeduid als de opvolgers van een ouder team dat nooit daadwerkelijk in de strips is gezien.

## Geschiedenis
Het team werd gevormd door Ghost Rider toen die een visioen kreeg waarin werd getoond dat Lilith, de moeder der demonen, terug was gekeerd en een grote bedreiging vormde. Ze plande om met haar demonenkinderen de wereld over te nemen. Een van haar helpers was tevens een oude vijand van Ghost Rider, Blackout.
Het team bestond uit de Nightstalkers (Blade, Frank Drake en Hannibal King), Morbius, Ghost Rider (Daniel Ketch), Johnny Blaze, Vengeance, Sam Buchana, Victoria Montesi, Louise Hastings en Dr. Strange (van wie vaak wordt beweerd dat hij de groep had gecreëerd). Het team versloeg Lilith en werd de primaire verdediging van het Marvel Universum tegen magische en mystieke bedreigingen.
Dr. Strange verdween tijdelijk uit de serie, en werd vervangen door Strange (een gemaskerde versie van zichzelf), die een meester was in zwarte magie. Deze alternatieve Strange vormde, samen met de rest van het team (behalve Frank en Ghost Rider) een groep die de opvolgers waren van een ouder team genaamd de 'Order of the Midnight Sons'. Alle leden kregen het merkteken van deze oude groep, een brandende dolk, op hun arm aangebracht. Alleen Frank Drake kreeg dit merk niet omdat de meeste anderen vonden dat hij best een normaal leven kon leiden als hij hiervoor koost. De enige reden dat hij bij de Midnight Sons zat was omdat hij een nakomeling was van Dracula.
Ghost Rider werd gedood in een gevecht met Zarathos, maar keerde later weer terug. Marvel onthulde echter niet of Ghost Rider ook het merkteken had geaccepteerd. Met het verdwijnen van Noble Kale (Ghost Rider) en Vengeance leek het idee geheel te zijn verworpen. De Midnight Sons zijn hierna nooit meer opgedoken in een strip.